# Hendrik Witbooi (wódz Namaqua)

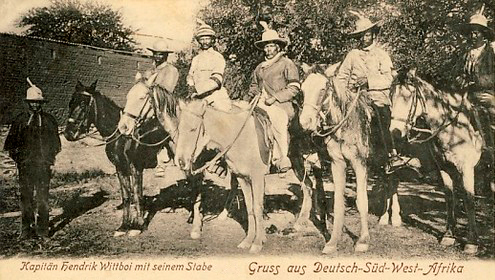
Nama – wódz Hendrik Witbooi (w środku) i jego towarzysze

Hendrik Witbooi (ur. ok. 1830, zm. 29 października 1905) – wódz ludu ǀKhowesin, podplemienia Khoikhoi. Przewodził ludowi Nama podczas ich buntów przeciwko niemieckim rządom kolonialnym w dzisiejszej Namibii, w związku z wydarzeniami związanymi z ludobójstwem Herero i Namaqua.
Witbooi jest uważany za jednego z bohaterów narodowych Namibii, a jego twarz widnieje na awersach wszystkich namibijskich banknotów.

## Nazewnictwo
Kapitan Hendrik Witbooi (pisany również jako Witboi) był również znany pod imieniem ǃNanseb ǀGâbemab (w języku nama) oraz pod pseudonimem Kort (z holenderskiego kort = niski), w języku herero nazywano go Korota lub pejoratywnie Otjikorota.

## Rodzina i wczesne życie
Rodzina Hendrika Witbooi odcisnęła swoje piętno jako członkowie plemion Nama. Jego dziadek, David Witbooi, był przywódcą plemienia, który poprowadził plemię przez rzekę Orange do Namalandu. Jego ojciec Moses Witbooi, był także wodzem plemienia, natomiast jego wujek Jonker Afrikaner, był znanym przywódcą Nama i przeciwnikiem Hendrika Witbooi. Hendrik Witbooi miał siedmiu synów i pięć córek, w tym syna Isaaka Witbooi.
Witbooi urodził się około 1830 roku w Pella, w prowincji Przylądek Północny w Kolonii Przylądkowej, która jest dziś częścią Republiki Południowej Afryki. Był wykształcony jako luteranin przez niemieckiego misjonarza Johannesa Olpa i był dobrze obeznany w wielu językach, w tym w swoim ojczystym nama. Był członkiem ludu Nama, znanego również jako Khoikhoi.
ǀKhowesin Nama i inne plemiona Nama często walczyły między sobą oraz z plemionami Herero. Witbooi po tym, jak prawie zginął w konflikcie z Herero miał wizję, że został wybrany przez Boga, by poprowadzić swój lud na północ.
Witbooi kształcił się w Rhenish Missionary i Wesleyan Methodist Schools w Namibii, a także w Instytucie Wilberforce w Evaton w RPA. Najpierw podjął pracę jako nauczyciel w 1856 r. w Keetmanshoop, w 1859 roku przeniósł się do Malthöhe, a w 1865 roku wrócił do Gibeon na prośbę wspólnoty plemiennej i Kościoła, aby kontynuować pracę starzejącego się ojca.

## Historia
Witbooi przeniósł się na północ 16 maja 1884 roku wraz z frakcją plemienia ǀKhowesin. Stało się to wbrew woli jego ojca, który sprzeciwiał się planom Hendrika. Jak wynika z jego pamiętników (które zawierają dużą część zachowanych dokumentów Witbooi), nadal bardzo podziwiał swojego ojca, pomimo różnic politycznych. 22 lutego 1887 roku główny rywal Moses’a, jego zastępca Paul Visser, kazał zabić i obalić go.
Po śmierci Jonkera Afrikanera w 1861 roku, Hendrik Witbooi rozpoczął walkę o władzę między różnymi grupami i plemionami o przywództwo. Walki trwały, dopóki Hendrik ostatecznie nie pokonał swojego głównego rywala, Paula Vissera, w lipcu 1888 roku i przejął przywództwo w Gibeon. Hendrik został wodzem ludu ǀKhowesin. Zaczął również jednoczyć inne plemiona Nama pod swoją kontrolą. W 1890 roku Hendrik Witbooi podpisywał wszystkie swoje listy jako „Wódz Wielkiej Namaqualand”.

## Niemieckie konflikty
Wczesnym rankiem 12 kwietnia 1893 roku ǀKhowesin zostali zaatakowani przez Niemców pod Hornkranz. Hendrikowi udało się uciec z większością swoich żołnierzy.  Po tym ataku Hendrik przez dwa lata prowadził kampanię przeciwko Niemcom, aż do traktatu Guru z 15 września 1894 roku, w którym zgodził się na warunkową kapitulację. Witbooi zdecydował się również udzielić Niemcom wsparcia militarnego przeciwko innym mniejszym plemionom, takim jak wschodni Mbanderu Herero, Afrykanerowie i Swartbooi.
Po trzyletniej służbie jako oddział armii niemieckiej walczącej z Herero, Witbooi i Nama 3 października 1904 roku ponownie zbuntowali się przeciwko niemieckim rządom w Namibii. Podczas wojny z Niemcami w latach 1904–1905 Witbooi zebrał swój lud w przekonaniu, że Bóg poprowadził ich do walki o wolność od niemieckich imperialistów. Witbooi zginął w dniu 29 października 1905 roku, niedaleko Vaalgras, obok Koichas. Jego ostatnie słowa brzmiały: „Wystarczy. Dzieci powinny teraz odpocząć”. Po śmierci został zastąpiony na stanowisku przywódcy przez Fransmana Namę do czasu kapitulacji Nama w 1908 roku.

## Uznanie
Kapitan Hendrik Witbooi jest jednym z dziewięciu bohaterów narodowych Namibii, których zidentyfikowano podczas inauguracji Akki Bohaterów w pobliżu Windhoek. Prezes założyciel Sam Nujoma zauważył w swoim przemówieniu inauguracyjnym 26 sierpnia 2002 roku, że:
Kapitan Hendrik Witbooi był pierwszym afrykańskim przywódcą, który chwycił za broń przeciwko niemieckim imperialistom i zagranicznym okupantom w obronie naszej ziemi i integralności terytorialnej. My, nowe pokolenie Krainy Odważnych, inspirujemy się rewolucyjną akcją Kapitana Hendrika Witbooi w walce z niemieckimi imperialistami, którzy kolonizowali i uciskali nasze narody. Jego rewolucyjnemu duchowi i wizjonerskiej pamięci pokornie oddajemy cześć i szacunek.
Witbooi został uhonorowany granitowym nagrobkiem z wyrytym jego nazwiskiem i jego portretem naklejonym na płycie. Jego twarz jest przedstawiana na awersie wszystkich banknotów dolara namibijskiego do 20 marca 2012 roku.
Dziennik i kompletna korespondencja Witbooi przetrwały i stały się znane jako Hendrik Witbooi Papers. Jest przechowywany w Narodowym Archiwum Namibii w Windhoek. UNESCO wpisało ją na Listę Pamięci Świata – Afryka.